# 青梅消防署

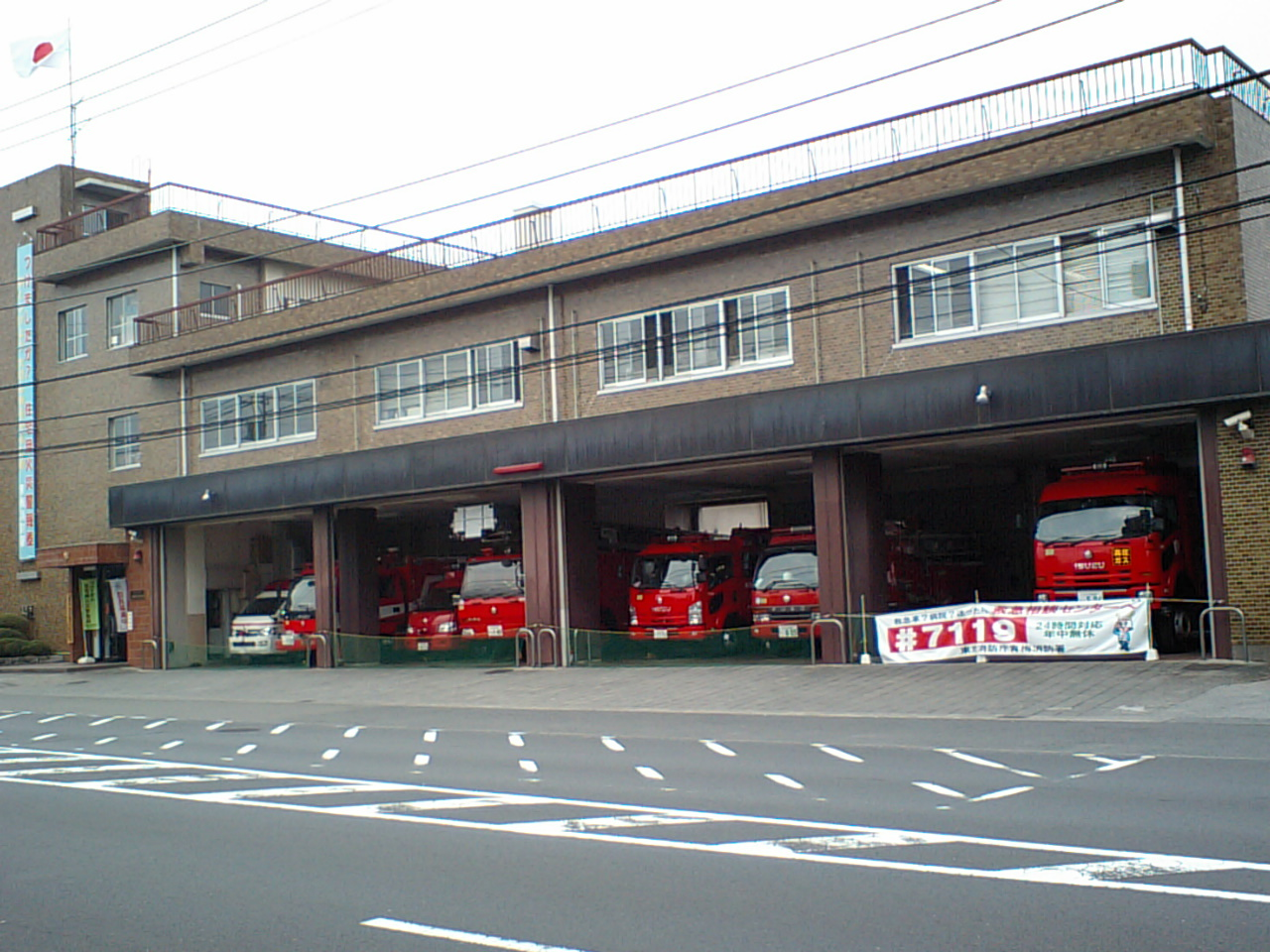

青梅消防署（おうめしょうぼうしょ）は、東京都青梅市にある、東京消防庁第九消防方面本部に所属する消防署である。特別救助隊、山岳救助隊がある。

## 概要
本署および2出張所と1訓練場があり、青梅市全域を管轄している。

## 住所
- 青梅消防署（特別救助隊・山岳救助隊あり）
  - 青梅市師岡町3-2-5（JR青梅線河辺駅北口より徒歩10分）
- 日向和田出張所(特別消火中隊あり)
  - 青梅市日向和田2-309-1（JR青梅線宮ノ平駅より徒歩5分）
- 長渕出張所（特別消火中隊日向和田へ運用）
  - 青梅市長渕3-203-3（JR青梅線小作駅または青梅駅より西東京バス、長渕駐在所下車）
- 今井訓練場　(特別救助隊とはしご隊の訓練場)
- 東京都青梅市今井3-1 (JR青梅線小作駅より西東京バス、ミツ原西下車）

## 沿革
- 1945年（昭和20年）6月18日 - 警視庁消防部立川消防署青梅派遣隊として、西多摩郡青梅町青梅274番地に開署
- 1948年（昭和23年）3月7日 - 消防組織法の施行にともない、西多摩郡青梅町、調布村及び霞村で自治体組織消防を組織する。青梅消防署として、青梅町上町374番地に発足する。同時に、大門出張所及び長淵機関派出所を開所する[2]
- 1951年（昭和26年）4月1日 - 青梅町、調布村及び霞村の3町村が新設合併及び市制施行し、組合消防が解消して青梅市消防本部青梅消防署となる
- 1960年（昭和35年）3月31日 - 長淵機関派出所を閉鎖する
- 1960年（昭和35年）3月31日 - 翌日の消防事務委託に伴い青梅市消防本部を廃止
- 1960年（昭和35年）4月1日 - 東京消防庁に消防事務を委託し、東京消防庁青梅消防署となる
- 1960年（昭和35年）8月16日 - 青梅消防署を東青梅1-11-1に移転する（現在の青梅市役所となり）
- 1962年（昭和37年）11月24日 - 大門出張所を閉鎖し、新たに森下出張所を青梅市青梅552番地に開所する
- 1969年（昭和44年）5月15日 - 森下出張所を閉鎖し、西部出張所が新築竣工する
- 1973年（昭和48年）2月27日 - 現在地に青梅消防署の新庁舎が新築竣工する
- 1974年（昭和49年）7月1日 - 西部出張所を日向和田出張所と名称を変更する
- 1985年（昭和60年）12月18日 - 長淵出張所が新築竣工する
- 1987年（昭和62年）5月1日 - 青梅山岳救助隊が発隊する（同時に奥多摩、秋川、八王子各消防署にも発隊）
- 1990年（平成2年）3月15日 - 青梅特別救助隊が発隊する
- 2004年（平成16年）11月1日 - スイフト・ウォーター・レスキュー（急流救助）隊が発隊する
- 2005年（平成17年）8月23日 - 青梅特別消火中隊が発隊する

## 窓口
- 総務課
  - 管理係
  - 経理係
- 警防課
  - 防災係
  - 消防係
  - 救急係
  - 機械装備係
- 予防課
  - 防火査察係
  - 予防係
  - 危険物係
- 各出張所

## 車両
- 青梅消防署
  - 指揮隊車(青梅YD)　ポンプ車(青梅P1)　はしご車(青梅L)　化学車(青梅CP)　高規格救急車(青梅A1) 非常用救急車(青梅AE［青梅A3］)　救助車(青梅R)　山岳救助車(青梅RM)　指揮統制車(青梅SC［廃止］)　資材輸送車 (青梅ST［日向和田から転属］)  広報車(青梅YF１〜4［1台黒塗り］)  人員輸送車(青梅SQ［一般マイクロバス］)  防災車(1台［乗用車］)  非常用ポンプ車(青梅PE)
- 日向和田出張所
  - ポンプ車(日向和田PM1)  水槽付きポンプ車　(日向和田PM)　高規格救急車(日向和田A)　資材輸送車は青梅本署へ移動(泥濘地搬送車(水陸両用バギー、通称ARGO第九消防方面本部消防救助機動部隊へ移動)  消防用二輪車(日向和田MF１〜2)  消防用二輪車非常用(日向和田ME)
- 長渕出張所
  - ポンプ車(長渕PO1)　高規格救急車(長渕AO)非常用ポンプ車(長渕PE)  オリパラ非常用救急車(青梅AE)

## 青梅市消防団
各地区において消防団が編成されている。
- 第一分団 - 青梅地区（勝沼1～3丁目、西分町1～3丁目、住江町、本町、仲町、上町、森下町、裏宿町、天ヶ瀬町、滝ノ上町、大柳町、日向和田1～3丁目）
  - 消防車両 - 水槽式消防ポンプ車1台、消防ポンプ車1台、小型動力ポンプ積載車3台
- 第二分団 - 長淵・河辺地区（駒木町1～3丁目、長淵1～9丁目、友田町1～5丁目、千ヶ瀬町1～6丁目、河辺町1～10丁目）
  - 消防車両 - 消防ポンプ車4台、小型動力ポンプ積載車2台
- 第三分団 - 新町・今井地区（藤橋1～3丁目、今井1～5丁目、新町1～9丁目、末広町1～2丁目）
  - 消防車両 - 消防ポンプ車2台、小型動力ポンプ積載車2台
- 第四分団 - 梅郷地区（畑中1～3丁目、和田町1～2丁目、梅郷1～6丁目、柚木町1～3丁目）
  - 消防車両 - 消防ポンプ車3台、小型動力ポンプ積載車2台、救助資機材搭載型小型動力ポンプ積載車1台
- 第五分団 - 沢井地区（二俣尾1～5丁目、沢井1～3丁目、御岳本町、御岳1～2丁目、御岳山）
  - 消防車両 - 消防ポンプ車1台、小型動力ポンプ積載車2台、小型動力ポンプ軽積載車1台、資機材搬送車1台
- 第六分団 - 小曾木地区（富岡1～3丁目、小曾木1～5丁目、黒沢1～3丁目）
  - 消防車両 - 消防ポンプ車2台、小型動力ポンプ積載車3台
- 第七分団 - 成木地区（成木1～8丁目）
  - 消防車両 - 消防ポンプ車2台、小型動力ポンプ積載車3台
- 第八分団 - 東青梅・大門地区（東青梅1～6丁目、根ヶ布1～2丁目、師岡町1～4丁目、吹上、野上町1～4丁目、大門1～3丁目、塩船、谷野、木野下1～2丁目、今寺1～5丁目）
  - 消防車両 - 消防ポンプ車1台、小型動力ポンプ積載車2台、救助資機材搭載型小型動力ポンプ積載車1台